# Danh sách tập của Running Man (2018)
Dưới đây là danh sách các tập của chương trình truyền hình thực tế Running Man được phát sóng vào năm 2018.

## Danh sách tập
| Tập #                                              | Ngày phát sóng (Ngày ghi hình)                                                            | Khách mời                                                                                                   | Landmark | Đội | Đội | Nhiệm vụ | Kết quả |
| -------------------------------------------------- | ----------------------------------------------------------------------------------------- | --- | --- | --- | --- | --- | --- |
| 384                                                | 7/ 1/2018 (19/12/2017)                                                                    | Không khách mời                                                                                             | Asia Culture Center (Munhwajeondang-ro, Dong-gu, Gwangju) | Đội Nhiệm vụ (Kim Jong-kook, Jeon So-min, Lee Kwang-soo, Haha, Song Ji-hyo, Yang Se-chan) | Tay đá (Yoo Jae-suk, Jee Seok-jin) | Cuộc đua “Túi vàng, túi đá bí ẩn” Có túi vàng hoặc đoán đúng “tay đá” để tránh hình phạt | Yoo Jae-suk, Jee Seok-jin, Kim Jong-kook, Lee Kwang-soo, Song Ji-hyo, Yang Se-chan Thắng Haha và Jeon So-min nhận hình phạt bom nước. Kim Jong-kook và Lee Kwang-soo cũng phải nhận hình phạt bom nước để hoàn thành hình phạt từ tập [xem tập 383].                                                                              |
| 385                                                | 14/1/2018 (2/1/2018)                                                                      | Không khách mời                                                                                             | SBS Prism Tower (Sangam-dong, Mapo-gu, Seoul) | Yoo Jae-suk & Jeon So-min Haha & Lee Kwang-soo Jee Seok-jin & Kim Jong-kook Song Ji-hyo & Yang Se-chan | Yoo Jae-suk & Jeon So-min Haha & Lee Kwang-soo Jee Seok-jin & Kim Jong-kook Song Ji-hyo & Yang Se-chan | Giành được nhiều nhất ddakji “R” vào cuối cuộc đua | Yoo Jae-suk Thắng Đạo diễn sẽ quay bảng phân cảnh của Yoo Jae-suk cho phần thông báo xếp hạng TV. |
| 386                                                | 14/1/2018 (2/1/2018)                                                                      | Không khách mời                                                                                             | SBS Prism Tower (Sangam-dong, Mapo-gu, Seoul) | Yoo Jae-suk & Jeon So-min Haha & Lee Kwang-soo Jee Seok-jin & Kim Jong-kook Song Ji-hyo & Yang Se-chan | Yoo Jae-suk & Jeon So-min Haha & Lee Kwang-soo Jee Seok-jin & Kim Jong-kook Song Ji-hyo & Yang Se-chan | Giành được nhiều nhất ddakji “R” vào cuối cuộc đua | Yoo Jae-suk Thắng Đạo diễn sẽ quay bảng phân cảnh của Yoo Jae-suk cho phần thông báo xếp hạng TV. |
| 21/1/2018 (2,8-9/1/2018)                           |                                                                                           | Không khách mời                                                                                             | SBS Prism Tower (Sangam-dong, Mapo-gu, Seoul) | Yoo Jae-suk & Jeon So-min Haha & Lee Kwang-soo Jee Seok-jin & Kim Jong-kook Song Ji-hyo & Yang Se-chan | Yoo Jae-suk & Jeon So-min Haha & Lee Kwang-soo Jee Seok-jin & Kim Jong-kook Song Ji-hyo & Yang Se-chan | Giành được nhiều nhất ddakji “R” vào cuối cuộc đua | Yoo Jae-suk Thắng Đạo diễn sẽ quay bảng phân cảnh của Yoo Jae-suk cho phần thông báo xếp hạng TV. |
| Hongik University Street (Hongdae, Mapo-gu, Seoul) | Không chia đội                                                                            | Không chia đội                                                                                              | Ăn bốn món khác nhau chỉ với ₩10,000 trong vòng 5 giờ để tránh nhận được huy hiệu xấu và tránh hình phạt.                                                      | Yoo Jae-suk, Haha, Jee Seok-jin, Kim Jong-kook, Lee Kwang-soo, Song Ji-hyo, Jeon So-min Thắng Yang Se-chan chọn Jeon So-min để cùng nhận hình phạt. Cả hai mặc trang phục chó đi ra phố và đi bộ 5000 bước để hoàn thành hình phạt. | | | |
| 387                                                | Không chia đội                                                                            | Không chia đội                                                                                              | 28/1/2018 (15/1/2018) | Iksan Prison Filming Site (Seongdang-myeon, Iksan, Jeollabuk-do) | Hoàn thành nhiệm vụ hoặc làm đậu phụ để giảm thời gian giam tù và tránh để trở thành người cuối cùng còn ở lại. | Yoo Jae-suk, Haha, Jee Seok-jin, Kim Jong-kook, Song Ji-hyo, Jeon So-min, Yang Se-chan Thắng Lee Kwang-soo phải ở lại làm đậu phụ đến khi hết thời gian giam giữ và nhận hình phạt bom nước. | |
| 388                                                | 4/2/2018 (23/1/2018)                                                                      | Goo Ha-raKang Mi-na (Gugudan)Lee Da-heeSeol In-ah                                                           | Brick Campus (Jeju, Jeju-do) | Cuộc thi tài năng: Yoo Jae-suk & Song Ji-hyo Haha & Seol In-ah Jee Seok-jin & Jeon So-min Kim Jong-kook & Goo Ha-ra Lee Kwang-soo & Kang Mi-na Yang Se-chan & Lee Da-hee Roulette ăn trưa: Yoo Jae-suk & Song Ji-hyo Haha & Seol In-ah Jee Seok-jin & Jeon So-min Kim Jong-kook & Goo Ha-ra Lee Kwang-soo & Lee Da-hee Yang Se-chan & Kang Mi-na Trò chơi hải tặc: Yoo Jae-suk & Goo Ha-ra Haha & Seol In-ah Jee Seok-jin & Jeon So-min Kim Jong-kook & Song Ji-hyo Lee Kwang-soo & Lee Da-hee Yang Se-chan & Kang Mi-na | Cuộc thi tài năng: Yoo Jae-suk & Song Ji-hyo Haha & Seol In-ah Jee Seok-jin & Jeon So-min Kim Jong-kook & Goo Ha-ra Lee Kwang-soo & Kang Mi-na Yang Se-chan & Lee Da-hee Roulette ăn trưa: Yoo Jae-suk & Song Ji-hyo Haha & Seol In-ah Jee Seok-jin & Jeon So-min Kim Jong-kook & Goo Ha-ra Lee Kwang-soo & Lee Da-hee Yang Se-chan & Kang Mi-na Trò chơi hải tặc: Yoo Jae-suk & Goo Ha-ra Haha & Seol In-ah Jee Seok-jin & Jeon So-min Kim Jong-kook & Song Ji-hyo Lee Kwang-soo & Lee Da-hee Yang Se-chan & Kang Mi-na | Có được số điểm cao nhất và thấp nhất. | Yoo Jae-suk & Goo Ha-ra, Lee Kwang-soo & Lee Da-hee, Yang Se-chan & Kang Mi-na Thắng Kim Jong-kook, Jeon So-min và Seol In-ah được miễn hình phạt. Haha, Jee Seok-jin và Song Ji-hyo nhận hình phạt bom nước. |
| 389                                                | 18/12/2018 (22/1/2018)                                                                    | Goo Ha-raKang Mi-na (Gugudan)Lee Da-heeSeol In-ah                                                           | Brick Campus (Jeju, Jeju-do) | Cuộc thi tài năng: Yoo Jae-suk & Song Ji-hyo Haha & Seol In-ah Jee Seok-jin & Jeon So-min Kim Jong-kook & Goo Ha-ra Lee Kwang-soo & Kang Mi-na Yang Se-chan & Lee Da-hee Roulette ăn trưa: Yoo Jae-suk & Song Ji-hyo Haha & Seol In-ah Jee Seok-jin & Jeon So-min Kim Jong-kook & Goo Ha-ra Lee Kwang-soo & Lee Da-hee Yang Se-chan & Kang Mi-na Trò chơi hải tặc: Yoo Jae-suk & Goo Ha-ra Haha & Seol In-ah Jee Seok-jin & Jeon So-min Kim Jong-kook & Song Ji-hyo Lee Kwang-soo & Lee Da-hee Yang Se-chan & Kang Mi-na | Cuộc thi tài năng: Yoo Jae-suk & Song Ji-hyo Haha & Seol In-ah Jee Seok-jin & Jeon So-min Kim Jong-kook & Goo Ha-ra Lee Kwang-soo & Kang Mi-na Yang Se-chan & Lee Da-hee Roulette ăn trưa: Yoo Jae-suk & Song Ji-hyo Haha & Seol In-ah Jee Seok-jin & Jeon So-min Kim Jong-kook & Goo Ha-ra Lee Kwang-soo & Lee Da-hee Yang Se-chan & Kang Mi-na Trò chơi hải tặc: Yoo Jae-suk & Goo Ha-ra Haha & Seol In-ah Jee Seok-jin & Jeon So-min Kim Jong-kook & Song Ji-hyo Lee Kwang-soo & Lee Da-hee Yang Se-chan & Kang Mi-na | Có được số điểm cao nhất và thấp nhất. | Yoo Jae-suk & Goo Ha-ra, Lee Kwang-soo & Lee Da-hee, Yang Se-chan & Kang Mi-na Thắng Kim Jong-kook, Jeon So-min và Seol In-ah được miễn hình phạt. Haha, Jee Seok-jin và Song Ji-hyo nhận hình phạt bom nước. |
| 389                                                | 18/12/2018 (22/1/2018)                                                                    | Không khách mời                                                                                             | Jeju Shinhwa World (Seogwipo-si, Jeju-do) | Đội Tiền bối Yoo (Yoo Jae-suk, Haha, Kim Jong-kook, Jeon So-min) | Đội Hậu bối Ji (Jee Seok-jin, Lee Kwang-soo, Song Ji-hyo, Yang Se-chan) | Là đội đầu tiên hoàn thành 1 đường thẳng trên thẻ bingo. | Đội Tiền bối Yoo Thắng Song Ji-hyo được chọn để ngủ trong phòng ngủ cao cấp cùng Yoo Jae-suk, Kim Jong-kook và Jeon So-min. Haha được chọn để ngủ trên sân băng cùng Jee Seok-jin, Lee Kwang-soo và Yang Se-chan. |
| 390                                                | 4/3/2018 (26/2/2018)                                                                      | Heo Kyung-hwanLee Sang-yeobShorry J (Mighty Mouth)Yoo Byung-jae                                             | Yeongjong Bridge Service Area (Jeongseojinnam-ro, Seo-gu, Incheon)                                                                                             | Đội Yo-So-Body (Yoo Jae-suk, Jee Seok-jin, Jeon So-min, Heo Kyung-hwan) Đội Tình tay ba (Haha, Lee Kwang-soo, Song Ji-hyo, Lee Sang-yeob) Đội Giữa những người bạn (Kim Jong-kook, Yang Se-chan, Shorry J, Yoo Byung-jae) | Đội Yo-So-Body (Yoo Jae-suk, Jee Seok-jin, Jeon So-min, Heo Kyung-hwan) Đội Tình tay ba (Haha, Lee Kwang-soo, Song Ji-hyo, Lee Sang-yeob) Đội Giữa những người bạn (Kim Jong-kook, Yang Se-chan, Shorry J, Yoo Byung-jae) | Có số bước ít nhất để tránh hình phạt. | Đội Yo-So-Body & Đội Tình tay ba Thắng Shorry J có số bước cao nhất chọn Kim Jong-kook để cùng câu cá trong nhà ở Incheon. |
| 391                                                | 11/3/2018 (26-27/2/2018)                                                                  | Heo Kyung-hwanLee Sang-yeobShorry J (Mighty Mouth)Yoo Byung-jae                                             | Yeongjong Bridge Service Area (Jeongseojinnam-ro, Seo-gu, Incheon)                                                                                             | Đội Yo-So-Body (Yoo Jae-suk, Jee Seok-jin, Jeon So-min, Heo Kyung-hwan) Đội Tình tay ba (Haha, Lee Kwang-soo, Song Ji-hyo, Lee Sang-yeob) Đội Giữa những người bạn (Kim Jong-kook, Yang Se-chan, Shorry J, Yoo Byung-jae) | Đội Yo-So-Body (Yoo Jae-suk, Jee Seok-jin, Jeon So-min, Heo Kyung-hwan) Đội Tình tay ba (Haha, Lee Kwang-soo, Song Ji-hyo, Lee Sang-yeob) Đội Giữa những người bạn (Kim Jong-kook, Yang Se-chan, Shorry J, Yoo Byung-jae) | Có số bước ít nhất để tránh hình phạt. | Đội Yo-So-Body & Đội Tình tay ba Thắng Shorry J có số bước cao nhất chọn Kim Jong-kook để cùng câu cá trong nhà ở Incheon. |
| 392                                                | 11/3/2018 (26-27/2/2018)                                                                  | Heo Kyung-hwanLee Sang-yeobShorry J (Mighty Mouth)Yoo Byung-jae                                             | Yeongjong Bridge Service Area (Jeongseojinnam-ro, Seo-gu, Incheon)                                                                                             | Đội Yo-So-Body (Yoo Jae-suk, Jee Seok-jin, Jeon So-min, Heo Kyung-hwan) Đội Tình tay ba (Haha, Lee Kwang-soo, Song Ji-hyo, Lee Sang-yeob) Đội Giữa những người bạn (Kim Jong-kook, Yang Se-chan, Shorry J, Yoo Byung-jae) | Đội Yo-So-Body (Yoo Jae-suk, Jee Seok-jin, Jeon So-min, Heo Kyung-hwan) Đội Tình tay ba (Haha, Lee Kwang-soo, Song Ji-hyo, Lee Sang-yeob) Đội Giữa những người bạn (Kim Jong-kook, Yang Se-chan, Shorry J, Yoo Byung-jae) | Có số bước ít nhất để tránh hình phạt. | Đội Yo-So-Body & Đội Tình tay ba Thắng Shorry J có số bước cao nhất chọn Kim Jong-kook để cùng câu cá trong nhà ở Incheon. |
| 18/3/2018 (26-27/2 & 12/3/2018)                    | Hong Jin-youngKang Han-naLee Da-heeLee Sang-yeob                                          | The House of Changwon (Uichang-gu, Changwon-si, Gyeongsangnam-do)                                           | Yoo Jae-suk & Jeon So-min Haha & Song Ji-hyo Jee Seok-jin & Lee Sang-yeob Kim Jong-kook & Hong Jin-young Lee Kwang-soo & Lee Da-hee Yang Se-chan & Kang Han-na | Yoo Jae-suk & Jeon So-min Haha & Song Ji-hyo Jee Seok-jin & Lee Sang-yeob Kim Jong-kook & Hong Jin-young Lee Kwang-soo & Lee Da-hee Yang Se-chan & Kang Han-na | Tránh việc có được số lượng kim cương cao nhất, thấp nhất và việc có cùng số lượng kim cương với đội khác vào cuối cuộc đua | Haha & Song Ji-hyo, Yang Se-chan & Kang Han-na Thắng Haha, Song Ji-hyo, Yang Se-chan và Kang Han-na nhận 1 sticker tour xa hoa. Kim Jong-kook và Hong Jin-young được miễn nhận sticker tour đày đọa. Yoo Jae-suk, Jee Seok-jin, Lee Kwang-soo, Jeon So-min, Lee Da-hee, Lee Sang-yeob nhận 1 sticker tour đày đọa. | |
| 393                                                | Hong Jin-youngKang Han-naLee Da-heeLee Sang-yeob                                          | The House of Changwon (Uichang-gu, Changwon-si, Gyeongsangnam-do)                                           | Yoo Jae-suk & Jeon So-min Haha & Song Ji-hyo Jee Seok-jin & Lee Sang-yeob Kim Jong-kook & Hong Jin-young Lee Kwang-soo & Lee Da-hee Yang Se-chan & Kang Han-na | Yoo Jae-suk & Jeon So-min Haha & Song Ji-hyo Jee Seok-jin & Lee Sang-yeob Kim Jong-kook & Hong Jin-young Lee Kwang-soo & Lee Da-hee Yang Se-chan & Kang Han-na | Tránh việc có được số lượng kim cương cao nhất, thấp nhất và việc có cùng số lượng kim cương với đội khác vào cuối cuộc đua | Haha & Song Ji-hyo, Yang Se-chan & Kang Han-na Thắng Haha, Song Ji-hyo, Yang Se-chan và Kang Han-na nhận 1 sticker tour xa hoa. Kim Jong-kook và Hong Jin-young được miễn nhận sticker tour đày đọa. Yoo Jae-suk, Jee Seok-jin, Lee Kwang-soo, Jeon So-min, Lee Da-hee, Lee Sang-yeob nhận 1 sticker tour đày đọa. | 25/3/2018 (12/3/2018) |
| 394                                                | Hong Jin-youngKang Han-naLee Da-heeLee Sang-yeob                                          | 1/4/2018 (19/3/2018)                                                                                        | SBS Tanhyeon-dong Production Center (Ilsanseo-gu, Goyang, Gyeonggi-do)                                                                                         | Tuyển thủ (Yoo Jae-suk, Jee Seok-jin, Kim Jong-kook, Song Ji-hyo, Yang Se-chan, Hong Jin-young, Kang Han-na, Lee Da-hee) Người đoạt huy chương vàng (Lee Kwang-soo) | Huấn luyện viên (Haha, Jeon So-min, Lee Sang-yeob) | Loại Huấn luyện viên trước khi Huấn luyện viên loại Người đoạt huy chương vàng | Tuyển thủ & Người đoạt huy chương vàng Thắng Yoo Jae-suk, Jee Seok-jin, Kim Jong-kook, Lee Kwang-soo, Hong Jin-young và Lee Da-hee nhận 1 sticker tour xa hoa. Haha, Song Ji-hyo, Jeon So-min, Yang Se-chan, Kang Han-na và Lee Sang-yeob nhận 1 sticker tour đày đọa.                                                            |
| 395                                                | Hong Jin-youngKang Han-naLee Da-heeLee Sang-yeob                                          | 8/4/2018 (19/3/2018)                                                                                        | SBS Tanhyeon-dong Production Center (Ilsanseo-gu, Goyang, Gyeonggi-do)                                                                                         | Tuyển thủ (Yoo Jae-suk, Jee Seok-jin, Kim Jong-kook, Song Ji-hyo, Yang Se-chan, Hong Jin-young, Kang Han-na, Lee Da-hee) Người đoạt huy chương vàng (Lee Kwang-soo) | Huấn luyện viên (Haha, Jeon So-min, Lee Sang-yeob) | Loại Huấn luyện viên trước khi Huấn luyện viên loại Người đoạt huy chương vàng | Tuyển thủ & Người đoạt huy chương vàng Thắng Yoo Jae-suk, Jee Seok-jin, Kim Jong-kook, Lee Kwang-soo, Hong Jin-young và Lee Da-hee nhận 1 sticker tour xa hoa. Haha, Song Ji-hyo, Jeon So-min, Yang Se-chan, Kang Han-na và Lee Sang-yeob nhận 1 sticker tour đày đọa.                                                            |
| 396                                                | Hong Jin-youngKang Han-naLee Da-heeLee Sang-yeob                                          | 15/4/2018 (26/3/2018)                                                                                       | Sea Garden Pension (Hwangcheong-ri, Naega-myeon, Ganghwa-gun, Incheon)                                                                                         | Đội Hồng (Yoo Jae-suk, Jee Seok-jin, Kim Jong-kook, Song Ji-hyo, Yang Se-chan, Hong Jin-young) Đội Xanh (Haha, Lee Kwang-soo, Jeon So-min, Kang Han-na, Lee Da-hee, Lee Sang-yeob) | Đội Hồng (Yoo Jae-suk, Jee Seok-jin, Kim Jong-kook, Song Ji-hyo, Yang Se-chan, Hong Jin-young) Đội Xanh (Haha, Lee Kwang-soo, Jeon So-min, Kang Han-na, Lee Da-hee, Lee Sang-yeob) | Hoàn thành nhiệm vụ và tránh trộm phải đồ vật đã được đội kia chọn | Đội Hồng Thắng Yoo Jae-suk, Jee Seok-jin, Song Ji-hyo, Jeon So-min, Yang Se-chan và Hong Jin-young nhận 1 sticker tour xa hoa. Haha, Kim Jong-kook, Lee Kwang-soo, Kang Han-na, Lee Da-hee và Lee Sang-yeob nhận 1 sticker tour đày đọa.                                                                                          |
| 397                                                | 22/4/2018 (2/4/2018)                                                                      | Không khách mời                                                                                             | Hanwoo Plaza (Cheonggyesan-ro, Sinwon-dong, Seocho-gu, Seoul)                                                                                                  | Yoo Jae-suk & Kim Jong-kook Haha & Jeon So-min Jee Seok-jin & Song Ji-hyo Lee Kwang-soo & Yang Se-chan | Yoo Jae-suk & Kim Jong-kook Haha & Jeon So-min Jee Seok-jin & Song Ji-hyo Lee Kwang-soo & Yang Se-chan | Kiếm được nhiều điểm nhất vào cuối cuộc đua | Haha Thắng Đạo diễn sẽ quay bảng phân cảnh của Haha cho phần thông báo xếp hạng TV[xem tập 401]. |
| 398                                                | 29/4/2018 (16/4/2018)                                                                     | Không khách mời                                                                                             | Milky Way Pension (Cheongpyeong-myeon, Gapyeong-gun, Gyeonggi-do)                                                                                              | Không chia đội | Không chia đội | Hoàn thành kế hoạch để tránh nhận huy hiệu hình phạt | Haha, Kim Jong-kook, Song Ji-hyo, Jeon So-min, Yang Se-chan Thắng Yoo Jae-suk, Jee Seok-jin và Lee Kwang-soo bị phạt phải ký tên 365 chữ ký. |
| 399                                                | 6/5/2018 (9,16/4/2018)                                                                    | Không khách mời                                                                                             | Milky Way Pension (Cheongpyeong-myeon, Gapyeong-gun, Gyeonggi-do)                                                                                              | Không chia đội | Không chia đội | Hoàn thành kế hoạch để tránh nhận huy hiệu hình phạt | Haha, Kim Jong-kook, Song Ji-hyo, Jeon So-min, Yang Se-chan Thắng Yoo Jae-suk, Jee Seok-jin và Lee Kwang-soo bị phạt phải ký tên 365 chữ ký. |
| 399                                                | 6/5/2018 (9,16/4/2018)                                                                    | Hong Jin-youngKang Han-naLee Da-heeLee Sang-yeob                                                            | Incheon International Airport (Gonghang-ro, Jung-gu, Incheon)                                                                                                  | Đội Hong Kong (Yoo Jae-suk, Jeon So-min, Yang Se-chan, Kang Han-na) Đội Lục địa (Jee Seok-jin, Haha, Song Ji-hyo, Lee Sang-yeob) Đội Đảo (Kim Jong-kook, Lee Kwang-soo, Hong Jin-young, Lee Da-hee) | Đội Hong Kong (Yoo Jae-suk, Jeon So-min, Yang Se-chan, Kang Han-na) Đội Lục địa (Jee Seok-jin, Haha, Song Ji-hyo, Lee Sang-yeob) Đội Đảo (Kim Jong-kook, Lee Kwang-soo, Hong Jin-young, Lee Da-hee) | Tránh nhận phải Running Balls | Haha, Kim Jong-kook, Song Ji-hyo, Jeon So-min, Kang Han-na, Lee Sang-yeob Thắng Haha, Kim Jong-kook, Song Ji-hyo, Yang Se-chan, Hong Jin-young và Kang Han-na được chọn đi Thụy Sĩ cho gói tour xa hoa. Yoo Jae-suk, Jee Seok-jin, Lee Kwang-soo, Jeon So-min, Lee Da-hee và Lee Sang-yeob được chọn đi Anh cho gói tour đày đọa. |
| 400                                                | 13/5/2018 (9/4/2018)                                                                      | Hong Jin-youngKang Han-naLee Da-heeLee Sang-yeob                                                            | Incheon International Airport (Gonghang-ro, Jung-gu, Incheon)                                                                                                  | Đội Hong Kong (Yoo Jae-suk, Jeon So-min, Yang Se-chan, Kang Han-na) Đội Lục địa (Jee Seok-jin, Haha, Song Ji-hyo, Lee Sang-yeob) Đội Đảo (Kim Jong-kook, Lee Kwang-soo, Hong Jin-young, Lee Da-hee) | Đội Hong Kong (Yoo Jae-suk, Jeon So-min, Yang Se-chan, Kang Han-na) Đội Lục địa (Jee Seok-jin, Haha, Song Ji-hyo, Lee Sang-yeob) Đội Đảo (Kim Jong-kook, Lee Kwang-soo, Hong Jin-young, Lee Da-hee) | Tránh nhận phải Running Balls | Haha, Kim Jong-kook, Song Ji-hyo, Jeon So-min, Kang Han-na, Lee Sang-yeob Thắng Haha, Kim Jong-kook, Song Ji-hyo, Yang Se-chan, Hong Jin-young và Kang Han-na được chọn đi Thụy Sĩ cho gói tour xa hoa. Yoo Jae-suk, Jee Seok-jin, Lee Kwang-soo, Jeon So-min, Lee Da-hee và Lee Sang-yeob được chọn đi Anh cho gói tour đày đọa. |
| 401                                                | 20/5/2018 (2/4 & 7/5/2018)                                                                | Không khách mời                                                                                             | Goyang Gymnasium (Ilsanseo-gu, Goyang, Gyeonggi-do) | Không chia đội | Không chia đội | Kiếm được nhiều điểm nhất vào cuối cuộc đua | Haha Thắng Đạo diễn sẽ quay bảng phân cảnh của Haha cho phần thông báo xếp hạng TV. |
| 401                                                | 20/5/2018 (2/4 & 7/5/2018)                                                                | Cheon Sung-moonHan Ki-beomHan Min-gwanJo Woo-jongKim Ok-jeong (Haha's mother)K.WillLee Jong-hyukSeo Ji-seok | Yongma Land (Mangu-ro, Jungnang-gu, Seoul) | Yoo Jae-suk & Seo Ji-seok Haha & Kim Ok-jeong Jee Seok-jin & Jo Woo-jong Kim Jong-kook & K.Will Lee Kwang-soo & Han Ki-beom Song Ji-hyo & Cheon Sung-moon Jeon So-min & Han Min-gwan Yang Se-chan & Lee Jong-hyuk | Yoo Jae-suk & Seo Ji-seok Haha & Kim Ok-jeong Jee Seok-jin & Jo Woo-jong Kim Jong-kook & K.Will Lee Kwang-soo & Han Ki-beom Song Ji-hyo & Cheon Sung-moon Jeon So-min & Han Min-gwan Yang Se-chan & Lee Jong-hyuk | Kiếm đồng tiền "R" | Haha & Kim Ok-jeong Thắng Đạo diễn và khách mời đã quay bảng phân cảnh của Haha cho phần thông báo xếp hạng TV |
| 402                                                | 27/5/2018 (14/5/2018)                                                                     | Dayoung (Cosmic Girls)HyejeongSeolhyun (AOA)JooE (Momoland)Kang Seung-yoonSong Min-ho (Winner)              | AK Resort (Seorak-myeon, Gapyeong-gun, Gyeonggi-do) | Người chứa vắc xin phục hồi (Song Min-ho) Đội Con người (Haha, Jee Seok-jin, Kim Jong-kook, Lee Kwang-soo, Song Ji-hyo, Jeon So-min, Yang Se-chan, Dayoung, Seolhyun, JooE, Kang Seung-yoon) | Zombie gốc (Yoo Jae-suk, Hyejeong) | Xác định và loại trừ zombie gốc | Đội Con người Thắng |
| 403                                                | 3/6/2018 (21/5/2018)                                                                      | Không khách mời                                                                                             | Wootdali Culture Village (Seotan-myeon, Pyeongtaek, Gyeonggi-do)                                                                                               | Không chia đội | Không chia đội | Giữ lại nhiều tiền nhất hoặc tránh phải nhận ít số phiếu nhất vào cuối cuộc đua | Kim Jong-kook Thắng Jeon So-min bị đánh gậy bởi Kim Jong-kook. |
| 404                                                | 10/6/2018 (22/5/2018)                                                                     | Không khách mời                                                                                             | Watery Sky Garden (Tanhyeon-myeon, Paju, Gyeonggi-do) | Không chia đội | Không chia đội | Hoàn thành 20 bữa ăn trong 5 giờ và tránh việc có ít huy hiệu bữa ăn nhất | Mọi người Thắng Jee Seok-jin bị ném bóng nước bởi các thành viên khác. |
| 405                                                | 17/6/2018 (28/5/2018)                                                                     | Lee Guk-jooKyungri (Nine Muses)Seo Eun-sooSon Dam-bi                                                        | Gongsanseong Fortress (Ungjin-dong, Gongju, Chungcheongnam-do)                                                                                                 | Nhà vua (Jee Seok-jin) Bách tính (Yoo Jae-suk, Kim Jong-kook, Song Ji-hyo, Lee Guk-joo, Kyungri, Seo Eun-soo) | Thủ lĩnh (Haha) Đạo tặc (Lee Kwang-soo, Jeon So-min, Yang Se-chan, Son Dam-bi) | Tìm ra Thủ lĩnh trước khi Đạo tặc tìm ra Nhà vua | Thủ lĩnh & Đạo tặc Thắng Jee Seok-jin, Kim Jong-kook, Song Ji-hyo, Kyungri và Lee Guk-joo nhận hình phạt bom nước. |
| 406                                                | 24/6/2018 (9-11/6/2018)                                                                   | Hong Jin-youngKang Han-naLee Da-heeLee Sang-yeob                                                            | Charles Kuonen Suspension Bridge (Randa, Thụy Sĩ) Oxford Castle (Oxford, Anh, UK)                                                                              | Không chia đội | Không chia đội | Gói tour xa hoa: Hoàn thành hành trình và tránh trả các chi phí phát sinh thêm Gói tour đày đọa: Vượt qua thử thách hải tặc để tránh hình phạt wing-walking và xác định tên của hồn ma trong lâu đài ma ám để tránh phải ở lại qua đêm                                                                             | Mọi người Thắng Đội Xa hoa được miễn trả phí cho chuyến đi, Han-na và Haha vượt qua cầu treo dài nhất thế giới. Yoo Jae-suk, Lee Kwang-soo và Lee Da-hee được chọn để hoàn thành hình phạt wing-walking trong khi Jee Seok-jin, Jeon So-min và Lee Sang-yeob phải ở lại tòa lâu đài ma ám.                                        |
| 407                                                | 1/7/2018 (11/6/2018)                                                                      | Hong Jin-youngKang Han-naLee Da-heeLee Sang-yeob                                                            | Charles Kuonen Suspension Bridge (Randa, Thụy Sĩ) Oxford Castle (Oxford, Anh, UK)                                                                              | Không chia đội | Không chia đội | Gói tour xa hoa: Hoàn thành hành trình và tránh trả các chi phí phát sinh thêm Gói tour đày đọa: Vượt qua thử thách hải tặc để tránh hình phạt wing-walking và xác định tên của hồn ma trong lâu đài ma ám để tránh phải ở lại qua đêm                                                                             | Mọi người Thắng Đội Xa hoa được miễn trả phí cho chuyến đi, Han-na và Haha vượt qua cầu treo dài nhất thế giới. Yoo Jae-suk, Lee Kwang-soo và Lee Da-hee được chọn để hoàn thành hình phạt wing-walking trong khi Jee Seok-jin, Jeon So-min và Lee Sang-yeob phải ở lại tòa lâu đài ma ám.                                        |
| 408                                                | 8/7/2018 (11-12/6/2018)                                                                   | Hong Jin-youngKang Han-naLee Da-heeLee Sang-yeob                                                            | Charles Kuonen Suspension Bridge (Randa, Thụy Sĩ) Oxford Castle (Oxford, Anh, UK)                                                                              | Không chia đội | Không chia đội | Gói tour xa hoa: Hoàn thành hành trình và tránh trả các chi phí phát sinh thêm Gói tour đày đọa: Vượt qua thử thách hải tặc để tránh hình phạt wing-walking và xác định tên của hồn ma trong lâu đài ma ám để tránh phải ở lại qua đêm                                                                             | Mọi người Thắng Đội Xa hoa được miễn trả phí cho chuyến đi, Han-na và Haha vượt qua cầu treo dài nhất thế giới. Yoo Jae-suk, Lee Kwang-soo và Lee Da-hee được chọn để hoàn thành hình phạt wing-walking trong khi Jee Seok-jin, Jeon So-min và Lee Sang-yeob phải ở lại tòa lâu đài ma ám.                                        |
| 409                                                | 15/7/2018 (9/7/2018)                                                                      | Bo-raHan Eun-jungHwang Chi-yeulJennieJisoo (Blackpink)Pyo Ye-jin                                            | Ocean World (Hanchigol-gil, Hongcheon-gun, Gangwon-do) | Yoo Jae-suk & Han Eun-jung Haha & Jeon So-min Jee Seok-jin & Bo-ra Kim Jong-kook & Jisoo Lee Kwang-soo & Jennie Song Ji-hyo & Hwang Chi-yeul Yang Se-chan & Pyo Ye-jin | Yoo Jae-suk & Han Eun-jung Haha & Jeon So-min Jee Seok-jin & Bo-ra Kim Jong-kook & Jisoo Lee Kwang-soo & Jennie Song Ji-hyo & Hwang Chi-yeul Yang Se-chan & Pyo Ye-jin | Thu thập 2 thẻ trái tim hoặc tránh nhận phải 2 thẻ bomb | Haha & Jeon So-min, Jee Seok-jin & Bo-ra, Kim Jong-kook & Jisoo Thắng Haha và Jeon So-min nhận 1 cặp nhẫn, Jee Seok-jin và Bo-ra nhận 1 suất thịt bò Hàn Quốc, Kim Jong-kook và Jisoo nhận 1 suất nhân sâm đỏ. Lee Kwang-soo và Jennie bị ném bóng nước bởi các thành viên và khách mời.                                          |
| 410                                                | 22/7/2018 (17/7/2018)                                                                     | Không khách mời                                                                                             | Lotte World Tower (Jamsil-dong, Songpa-gu, Seoul) | Đặc vụ R (Haha, Jee Seok-jin, Kim Jong-kook, Lee Kwang-soo, Song Ji-hyo) | Đặc vụ M (Yoo Jae-suk, Jeon So-min, Yang Se-chan) | Xác định đặc vụ gián điệp M trước khi họ xác định thủ lĩnh của đặc vụ R | Đặc vụ R Thắng Mỗi đặc vụ R nhận 1 huy hiệu bằng vàng. |
| 411                                                | 29/7/2018 (10 & 23/7/2018)                                                                | Không khách mời                                                                                             | First Garden (Sangjiseok-dong, Paju, Gyeonggi-do) | Đội Nhiệm vụ (Kim Jong-kook) | Đội Đuổi bắt (Yoo Jae-suk, Haha, Jee Seok-jin, Lee Kwang-soo, Song Ji-hyo, Jeon So-min, Yang Se-chan) | Tìm ra thủ phạm đã ăn cắp giày của Kim Jong-kook | Đội Nhiệm vụ Thắng Yoo Jae-suk, Haha, Jee Seok-jin, Lee Kwang-soo, Song Ji-hyo, Jeon So-min và Yang Se-chan nhận hình phạt bom nước. Kim Jong-kook nhận 1 đôi giày. Yang Se-chan bị đánh gậy bởi Kim Jong-kook. |
| 411                                                | 29/7/2018 (10 & 23/7/2018)                                                                | Không khách mời                                                                                             | SBS Prism Tower (Sangam-dong, Mapo-gu, Seoul) | Không chia đội | Không chia đội | Chiến thắng cuộc đua số 8 | Kim Jong-kook Thắng Kim Jong-kook được cho phép chỉnh sửa hình đại diện và tên của các thành viên khác trong 8 ngày trên công cụ tìm kiếm Naver và Daum. |
| 412                                                | 5/8/2018 (23/7/2018)                                                                      | Không khách mời                                                                                             | SBS Prism Tower (Sangam-dong, Mapo-gu, Seoul) | Không chia đội | Không chia đội | Chiến thắng cuộc đua số 8 | Kim Jong-kook Thắng Kim Jong-kook được cho phép chỉnh sửa hình đại diện và tên của các thành viên khác trong 8 ngày trên công cụ tìm kiếm Naver và Daum. |
| 413                                                | 12/8/2018 (30/7/2018)                                                                     | Jennie (Blackpink)Jin Ki-joo                                                                                | TBA | Đội Jennie (Jennie, Yoo Jae-suk, Lee Kwang-soo, Song Ji-hyo, Yang Se-chan) | Đội Ki-joo (Jin Ki-joo, Haha, Jee Seok-jin, Kim Jong-kook, Jeon So-min) | Hoàn thành nhiệm vụ để được nhận gợi ý cách tránh hình phạt | Đội Jennie Thắng Jin Ki-joo được miễn hình phạt và được thay thế bởi Yoo Jae-suk. Yoo Jae-suk, Haha, Jee Seok-jin, Kim Jong-kook và Jeon So-min phải ăn khoai lang nướng và uống trà mật ong nóng trong khi mặc áo khoác mùa đông.                                                                                                |
| 414                                                | 19/8/2018 (6/8/2018)                                                                      | Kim Roi-haKwak Si-yangSeo Hyo-rim                                                                           | SBS Tanhyeon-dong Production Center (Ilsanseo-gu, Goyang, Gyeonggi-do)                                                                                         | Đội Nhiệm vụ (Yoo Jae-suk, Haha, Jee Seok-jin, Kim Jong-kook, Lee Kwang-soo, Song Ji-hyo, Yang Se-chan, Kim Roi-ha, Seo Hyo-rim) | Người thiết kế (Jeon So-min) Người trợ giúp (Kwak Si-yang) | Xác định và loại trừ Người thiết kế và Người trợ giúp | Người thiết kế và Người trợ giúp Thắng Jeon So-min và Kwak Si-yang mỗi người nhận 1 voucher xe cà phê. |
| 415                                                | 26/8/2018 (13/8/2018)                                                                     | Noh Sa-yeonLee Sang-yeob                                                                                    | First Garden (Sangjiseok-dong, Paju, Gyeonggi-do) | Nữ vương (Noh Sa-yeon) Đội Ông anh xấu xí (Yoo Jae-suk & Jeon So-min) Đội Người bị tẩy xóa thân phận (Haha & Yang Se-chan) Đội Cheon Seong-im (Lee Kwang-soo & Song Ji-hyo) Phán quan (Jee Seok-jin & Kim Jong-kook) | Nữ vương (Noh Sa-yeon) Đội Ông anh xấu xí (Yoo Jae-suk & Jeon So-min) Đội Người bị tẩy xóa thân phận (Haha & Yang Se-chan) Đội Cheon Seong-im (Lee Kwang-soo & Song Ji-hyo) Phán quan (Jee Seok-jin & Kim Jong-kook) | Kiếm được nhiều Running ball nhất để được hoàn sinh | Đội Ông anh xấu xí, Đội Người bị tẩy xóa thân phận & Đội Cheon Seong-im Thắng Đội Phán quan phải cắt hành và thu thập 3 giọt nước mắt vào trong ống. |
| 416                                                | 2/9/2018 (20 & 27/8/2018)                                                                 | Không khách mời                                                                                             | Studio Art Views (Sampae-dong, Namyangju, Gyeonggi-do) | Không chia đội | Không chia đội | Tìm ra cách để kết thúc cuộc đua | Mọi người Thắng |
| 416                                                | 2/9/2018 (20 & 27/8/2018)                                                                 | B.IBobby (iKON)Kim Ji-minLee ElijahLee Joo-yeonLee Si-aSeungri (Big Bang)Sunmi                              | ChangeUp Campus (Tanhyeon-myeon, Paju, Gyeonggi-do) | Yoo Jae-suk & Lee Si-a Haha & Sunmi Jee Seok-jin & Kim Ji-min Kim Jong-kook & Lee Joo-yeon Lee Kwang-soo & Lee Elijah Song Ji-hyo & Bobby Jeon So-min & Seung-ri Yang Se-chan & B.I | Yoo Jae-suk & Lee Si-a Haha & Sunmi Jee Seok-jin & Kim Ji-min Kim Jong-kook & Lee Joo-yeon Lee Kwang-soo & Lee Elijah Song Ji-hyo & Bobby Jeon So-min & Seung-ri Yang Se-chan & B.I | Trả hết nợ để tránh hình phạt | Yoo Jae-suk & Lee Si-a, Jee Seok-jin & Kim Ji-min, Kim Jong-kook & Lee Joo-yeon, Song Ji-hyo & Bobby, Jeon So-min & Seungri Thắng Haha & B.I nhận 1 gậy, Seungri nhận 1 gậy vì nhẹ tay với B.I, Kwang-soo nhận bom kem tươi và 2 gậy.                                                                                             |
| 417                                                | 9/9/2018 (27/8/2018)                                                                      | B.IBobby (iKON)Kim Ji-minLee ElijahLee Joo-yeonLee Si-aSeungri (Big Bang)Sunmi                              | ChangeUp Campus (Tanhyeon-myeon, Paju, Gyeonggi-do) | Yoo Jae-suk & Lee Si-a Haha & Sunmi Jee Seok-jin & Kim Ji-min Kim Jong-kook & Lee Joo-yeon Lee Kwang-soo & Lee Elijah Song Ji-hyo & Bobby Jeon So-min & Seung-ri Yang Se-chan & B.I | Yoo Jae-suk & Lee Si-a Haha & Sunmi Jee Seok-jin & Kim Ji-min Kim Jong-kook & Lee Joo-yeon Lee Kwang-soo & Lee Elijah Song Ji-hyo & Bobby Jeon So-min & Seung-ri Yang Se-chan & B.I | Trả hết nợ để tránh hình phạt | Yoo Jae-suk & Lee Si-a, Jee Seok-jin & Kim Ji-min, Kim Jong-kook & Lee Joo-yeon, Song Ji-hyo & Bobby, Jeon So-min & Seungri Thắng Haha & B.I nhận 1 gậy, Seungri nhận 1 gậy vì nhẹ tay với B.I, Kwang-soo nhận bom kem tươi và 2 gậy.                                                                                             |
| 418                                                | 16/9/2018 (3/9/2018)                                                                      | Không khách mời                                                                                             | SBS Broadcasting Center (Mok-dong, Yangcheon-gu, Seoul) | Không chia đội | Không chia đội | Giao valy tới điểm đích trong vòng 6 giờ | Mọi người Thắng Yang Se-chan được chọn bởi vòng xoay và nhận hình phạt bom nước nhân 3. |
| 419                                                | 23/9/2018 (10/9/2018)                                                                     | Jang Do-yeon                                                                                                | SBS Broadcasting Center (Mok-dong, Yangcheon-gu, Seoul) | Đội Nhiệm vụ (Yoo Jae-suk, Jee Seok-jin) | Đội Đuổi bắt (Haha, Kim Jong-kook, Lee Kwang-soo, Song Ji-hyo, Jeon So-min, Yang Se-chan | Ẩn nấp và tránh đội Đuổi bắt trong vòng 20 phút | Đội Đuổi bắt Thắng Đội Đuổi bắt nhận 1 phần quà. Đội Nhiệm vụ bị yêu cầu tham quan 1 nơi do đội sản xuất chọn. |
| 420                                                | 30/9/2018 (17/9/2018)                                                                     | Không khách mời                                                                                             | BIFF Square (Nampo-dong, Gudeok-ro, Busan) | Đội Busan (Yoo Jae-suk, Jee Seok-jin, Lee Kwang-soo) Đội Kỳ nghỉ (Haha, Kim Jong-kook, Song Ji-hyo, Jeon So-min, Yang Se-chan) | Đội Busan (Yoo Jae-suk, Jee Seok-jin, Lee Kwang-soo) Đội Kỳ nghỉ (Haha, Kim Jong-kook, Song Ji-hyo, Jeon So-min, Yang Se-chan) | Đội Busan: Hoàn thành 100 việc làm thêm Đội Kỳ nghỉ: Hoàn thành nhiệm vụ nghỉ ngơi được đề ra bởi các thành viên trước khi hết tiền | Yoo Jae-suk, Lee Kwang-soo & Đội Kỳ nghỉ Thắng Đội Kỳ nghỉ được miễn đi đến Busan. Jee Seok-jin bị yêu cầu hoàn thành số lượng việc làm thêm còn lại. |
| 421                                                | 7/10/2018 (17/9/2018)                                                                     | Không khách mời                                                                                             | BIFF Square (Nampo-dong, Gudeok-ro, Busan) | Đội Busan (Yoo Jae-suk, Jee Seok-jin, Lee Kwang-soo) Đội Kỳ nghỉ (Haha, Kim Jong-kook, Song Ji-hyo, Jeon So-min, Yang Se-chan) | Đội Busan (Yoo Jae-suk, Jee Seok-jin, Lee Kwang-soo) Đội Kỳ nghỉ (Haha, Kim Jong-kook, Song Ji-hyo, Jeon So-min, Yang Se-chan) | Đội Busan: Hoàn thành 100 việc làm thêm Đội Kỳ nghỉ: Hoàn thành nhiệm vụ nghỉ ngơi được đề ra bởi các thành viên trước khi hết tiền | Yoo Jae-suk, Lee Kwang-soo & Đội Kỳ nghỉ Thắng Đội Kỳ nghỉ được miễn đi đến Busan. Jee Seok-jin bị yêu cầu hoàn thành số lượng việc làm thêm còn lại. |
| 422                                                | 14/10/2018 (1/10/2018)                                                                    | Im Soo-hyang Lee Ha-na                                                                                      | Pyunggang Botanical Garden (Yeongbuk-myeon, Pocheon, Gyeonggi-do)                                                                                              | Đội Face (Yoo Jae-suk, Jee Seok-jin, Lee Kwang-soo, Jeon So-min, Im Soo-hyang) | Đội Voice (Haha, Kim Jong-kook, Song Ji-hyo, Yang Se-chan, Lee Ha-na) | Tránh việc có ít tiền nhất vào cuối cuộc đua | Đội Face Thắng Đội Face nhận 1 bộ sách, sau đó tặng cho Lee Ha-na. Jee Seok-jin, Kim Jong-kook, Lee Kwang-soo, Song Ji-hyo, Jeon So-min, Im Soo-hyang và Lee Ha-na được miễn nhận hình phạt. Yoo Jae-suk chọn Haha thực hiện hình phạt.                                                                                           |
| 423                                                | 21/10/2018 (8/10/2018)                                                                    | Không khách mời                                                                                             | Simmons Terrace (Moga-myeon, Incheon, Gyeonggi-do) | Không chia đội | Không chia đội | Thu thập được nhiều chấm nhất bằng cách tung xúc xắc để trở thành thành viên hạng nhất | Jee Seok-jin Thắng Tất cả mọi người trừ Jee Seok-jin bị tát nước vào mặt dựa trên thứ hạng tương ứng. |
| 424                                                | 4/11/2018 (15/10/2018)                                                                    | Ahn Hyo-seop Seo Young-hee Son Na-eun (Apink)                                                               | Paradise City Hotel & Resort (Yeongjonghaeannam-ro, Jung-gu, Incheon)                                                                                          | Đội Con người (Yoo Jae-suk, Haha, Jee Seok-jin, Lee Kwang-soo, Song Ji-hyo, Yang Se-chan, Jeon So-min, Son Na-eun) | Đội Hồn ma (Kim Jong-kook, Ahn Hyo-seop, Seo Young-hee) | Xác định và loại trừ hồn ma | Đội Con người Thắng Đội Con người nhận huy hiệu vàng, Yoo Jae-suk và Haha tặng huy hiệu của mình cho Seo Young-hee và Ahn Hyo-seop. |
| 425                                                | 11/11/2018 (16/10/2018)                                                                   | Kim Byeong-ok                                                                                               | Oido Prehistoric Ruins Park (Jeongwang 3-dong, Siheung-si, Gyeonggi-do)                                                                                        | Đội Anh chị em (Yoo Jae-suk, Jee Seok-jin, Kim Jong-kook, Jeon So-min, Yang Se-chan) | Đội Anh lớn (Haha, Lee Kwang-soo, Song Ji-hyo, Kim Byeong-ok) | Đội Anh chị em: Loại trừ đội khác Đội Anh lớn: Tìm 3 đồ vật và gửi chúng đến văn phòng bưu phẩm | Đội Anh chị em Thắng Đội Anh chị em nhận phần quà hồng khô. Lee Kwang-soo và Song Ji-hyo bị chọn cho hình phạt phun kem tươi. |
| 426                                                | 18/11/2018 (29 & 30/10/2018)                                                              | Không khách mời                                                                                             | Alver Coffee Shop (Yeoksam-dong, Gangnam-gu, Seoul) | Không chia đội | Không chia đội | Hoàn thành tất cả các nhiệm vụ được giao để tránh hình phạt | Mọi người Thắng |
| 426                                                | 18/11/2018 (29 & 30/10/2018)                                                              | IreneJoy (Red Velvet)Kang Han-naSeol In-ah                                                                  | ChangeUp Campus (Tanhyeon-myeon, Paju, Gyeonggi-do) | Đội Dân (Jee Seok-jin, Haha, Lee Kwang-soo, Yang Se-chan, Jeon So-min, Kang Han-na, Irene, Joy) Đội Kẻ trộm (Yoo Jae-suk, Kim Jong-kook, Song Ji-hyo, Seol In-ah) | Đội Dân (Jee Seok-jin, Haha, Lee Kwang-soo, Yang Se-chan, Jeon So-min, Kang Han-na, Irene, Joy) Đội Kẻ trộm (Yoo Jae-suk, Kim Jong-kook, Song Ji-hyo, Seol In-ah) | Tránh bắt cặp với kẻ cắp để được miễn hình phạt | Haha & Kang Han-na, Yang Se-chan & Jeon So-min, Yoo Jae-suk, Kim Jong-kook, Song Ji-hyo, Seol In-ah Thắng Mỗi người chiến thắng nhận 1 phần thưởng không được tiết lộ, Joy cùng Lee Kwang Soo nhận hình phạt phun kem tươi. |
| 427                                                | 25/11/2018 (30/10/2018)                                                                   | IreneJoy (Red Velvet)Kang Han-naSeol In-ah                                                                  | ChangeUp Campus (Tanhyeon-myeon, Paju, Gyeonggi-do) | Đội Dân (Jee Seok-jin, Haha, Lee Kwang-soo, Yang Se-chan, Jeon So-min, Kang Han-na, Irene, Joy) Đội Kẻ trộm (Yoo Jae-suk, Kim Jong-kook, Song Ji-hyo, Seol In-ah) | Đội Dân (Jee Seok-jin, Haha, Lee Kwang-soo, Yang Se-chan, Jeon So-min, Kang Han-na, Irene, Joy) Đội Kẻ trộm (Yoo Jae-suk, Kim Jong-kook, Song Ji-hyo, Seol In-ah) | Tránh bắt cặp với kẻ cắp để được miễn hình phạt | Haha & Kang Han-na, Yang Se-chan & Jeon So-min, Yoo Jae-suk, Kim Jong-kook, Song Ji-hyo, Seol In-ah Thắng Mỗi người chiến thắng nhận 1 phần thưởng không được tiết lộ, Joy cùng Lee Kwang Soo nhận hình phạt phun kem tươi. |
| 428                                                | 2/12/2018 (12/11/2018)                                                                    | ChaeyoungDahyunJeongyeonJihyoMinaMomoNayeonSanaTzuyu (Twice)                                                | SBS Tanhyeon-dong Production Center (Ilsanseo-gu, Goyang, Gyeonggi-do)                                                                                         | Đội Mỳ gói (Yoo Jae-suk, Yang Se-chan, Momo, Nayeon) Đội Cơm (Haha, Jeon So-min, Jeongyeon, Tzuyu) Đội Khoai lang (Jee Seok-jin, Lee Kwang-soo, Chaeyoung, Dahyun, Mina) Đội Thịt luộc (Kim Jong-kook, Song Ji-hyo, Jihyo, Sana) | Đội Mỳ gói (Yoo Jae-suk, Yang Se-chan, Momo, Nayeon) Đội Cơm (Haha, Jeon So-min, Jeongyeon, Tzuyu) Đội Khoai lang (Jee Seok-jin, Lee Kwang-soo, Chaeyoung, Dahyun, Mina) Đội Thịt luộc (Kim Jong-kook, Song Ji-hyo, Jihyo, Sana) | Đoán món ăn được yêu thích hơn để ăn cùng Kimchi và miễn hình phạt | Đội Mỳ gói Thắng Đội Cơm bị chọn để muối 100 bắp cải Napa cabbages. |
| 429                                                | 9/12/2018 (26/11/2018)                                                                    | ByulLee Si-young                                                                                            | Hangang Park (Han River, Banpo-dong, Seocho-gu, Seoul) | Đội So-min (Jeon So-min, Yoo Jae-suk, Jee Seok-jin) Đội Si-young (Lee Si-young, Haha, Lee Kwang-soo) Đội Ji-hyo (Song Ji-hyo, Kim Jong-kook, Yang Se-chan, Byul) | Đội So-min (Jeon So-min, Yoo Jae-suk, Jee Seok-jin) Đội Si-young (Lee Si-young, Haha, Lee Kwang-soo) Đội Ji-hyo (Song Ji-hyo, Kim Jong-kook, Yang Se-chan, Byul) | Thử thách lại các nhiệm vụ trong quá khứ mà các thành viên Running Man đã thất bại trong năm nay | Đội Lee Si-young & Đội Song Ji-hyo Thắng Jee Seok-jin & Lee Kwang-soo nhận hình phạt phun kem tươi |
| 430                                                | 16/12/2018 (26-27/11/2018)                                                                | ByulLee Si-young                                                                                            | Hangang Park (Han River, Banpo-dong, Seocho-gu, Seoul) | Đội So-min (Jeon So-min, Yoo Jae-suk, Jee Seok-jin) Đội Si-young (Lee Si-young, Haha, Lee Kwang-soo) Đội Ji-hyo (Song Ji-hyo, Kim Jong-kook, Yang Se-chan, Byul) | Đội So-min (Jeon So-min, Yoo Jae-suk, Jee Seok-jin) Đội Si-young (Lee Si-young, Haha, Lee Kwang-soo) Đội Ji-hyo (Song Ji-hyo, Kim Jong-kook, Yang Se-chan, Byul) | Thử thách lại các nhiệm vụ trong quá khứ mà các thành viên Running Man đã thất bại trong năm nay | Đội Lee Si-young & Đội Song Ji-hyo Thắng Jee Seok-jin & Lee Kwang-soo nhận hình phạt phun kem tươi |
| 431                                                | 16/12/2018 (26-27/11/2018)                                                                | ByulLee Si-young                                                                                            | Hangang Park (Han River, Banpo-dong, Seocho-gu, Seoul) | Đội So-min (Jeon So-min, Yoo Jae-suk, Jee Seok-jin) Đội Si-young (Lee Si-young, Haha, Lee Kwang-soo) Đội Ji-hyo (Song Ji-hyo, Kim Jong-kook, Yang Se-chan, Byul) | Đội So-min (Jeon So-min, Yoo Jae-suk, Jee Seok-jin) Đội Si-young (Lee Si-young, Haha, Lee Kwang-soo) Đội Ji-hyo (Song Ji-hyo, Kim Jong-kook, Yang Se-chan, Byul) | Thử thách lại các nhiệm vụ trong quá khứ mà các thành viên Running Man đã thất bại trong năm nay | Đội Lee Si-young & Đội Song Ji-hyo Thắng Jee Seok-jin & Lee Kwang-soo nhận hình phạt phun kem tươi |
| 23/12/2018 (3/12/2018)                             | Han Sun-hwa Hwang Chi-yeul Jeon Hye-bin Park Ha-na Sooyoung (Girl's Generation) Sung Hoon | SBS Tanhyeon-dong Production Center (Ilsanseo-gu, Goyang, Gyeonggi-do)                                      | Đội Dân thường (Yoo Jae-suk, Haha, Kim Jong-kook, Song Ji-hyo, Jeon So-min, Yang Se-chan, Han Sun-hwa, Hwang Chi-yeul, Jeon Hye-bin, Park Ha-na)               | Đội Santa nổi giận (Jee Seok-jin, Lee Kwang-soo) Trợ lý (Sooyoung, Sung Hoon) | Đội Dân thường: Xác định và loại trừ tất cả Santa nổi giận và trợ lý Đội Santa nổi giận: Trộm 6 vật phẩm được chọn của các thành viên Running Man và giao chúng đến cho nhà sản xuất mới | Đội Dân thường Thắng Jeon So-min & Hwang Chi-yeul mỗi người nhận 1 phần quà chăm sóc sức khỏe Sooyoung & Sung Hoon nhận hình phạt phun kem tươi. Jee Seok-jin và Lee Kwang-soo sẽ nhận hình phạt vào tuần tới | |
| 432                                                | Han Sun-hwa Hwang Chi-yeul Jeon Hye-bin Park Ha-na Sooyoung (Girl's Generation) Sung Hoon | SBS Tanhyeon-dong Production Center (Ilsanseo-gu, Goyang, Gyeonggi-do)                                      | Đội Dân thường (Yoo Jae-suk, Haha, Kim Jong-kook, Song Ji-hyo, Jeon So-min, Yang Se-chan, Han Sun-hwa, Hwang Chi-yeul, Jeon Hye-bin, Park Ha-na)               | Đội Santa nổi giận (Jee Seok-jin, Lee Kwang-soo) Trợ lý (Sooyoung, Sung Hoon) | Đội Dân thường: Xác định và loại trừ tất cả Santa nổi giận và trợ lý Đội Santa nổi giận: Trộm 6 vật phẩm được chọn của các thành viên Running Man và giao chúng đến cho nhà sản xuất mới | Đội Dân thường Thắng Jeon So-min & Hwang Chi-yeul mỗi người nhận 1 phần quà chăm sóc sức khỏe Sooyoung & Sung Hoon nhận hình phạt phun kem tươi. Jee Seok-jin và Lee Kwang-soo sẽ nhận hình phạt vào tuần tới | 30/12/2018 (3/12/2018) |